# Li Qiang
Li Qiang Chinees:  李强; (Rui'an, Zhejiang, juli 1959) is een Chinees politicus. Hij werd op 11 maart 2023 de 8e premier van de Volksrepubliek China, nadat hij in oktober 2022 was verheven tot het tweede lid van het Permanent Comité van het Centraal Comité van de Chinese Communistische Partij. 
Li wordt beschouwd als vertrouweling van president Xi Jinping. Deze nauwe relatie begon halverwege de jaren 2000, toen ze beiden partijposities bekleedden in de provincie Zhejiang. 

## Vroege leven en onderwijs
Li werd geboren in Rui'an, Zhejiang in juli 1959. Hij was van 1976 tot 1977 arbeider in het irrigatiepompstation van het Mayu district en werkte van 1977 tot 1978 in de derde gereedschapsfabriek van Rui'an.  Hij studeerde van 1978 tot 1982 landbouwmechanisatie aan de universiteit van Zhejiang. Hij studeerde sociologie in Peking van 1985 tot 1987. Li behaalde in 2005 zijn MBA.

## Carrière
Li werd in april 1983 lid van de Communistische Partij van China. Hij bekleedde gaandeweg steeds hogere functies. In 1996 werd hij lid van het Permanent Partijcomité van de stad Jinhua op prefectuurniveau en secretaris van de Communistische Partij van het stadsarrondissement Yongkang.
In 2002 werd hij aangesteld als partijsecretaris van de stad Wenzhou op prefectuurniveau. Tegen die tijd was hij pas 43 en was hij de jongste partijsecretaris van Wenzhou in de geschiedenis. In 2004 werd Li secretaris-generaal van het provinciaal partijcomité van Zhejiang en het jaar daarop kreeg hij een zetel in het permanente comité, waar hij onder de toenmalige partijsecretaris van Zhejiang, Xi Jinping, verantwoordelijk was voor het bestuur en coördinatie. Gedurende deze tijd kreeg hij een nauwe band met Xi en werd hij uiteindelijk beschouwd als een nauwe bondgenoot van hem. In februari 2011 werd hij secretaris voor politieke en juridische zaken van de provincie Zhejiang. Enkele maanden later werd hij plaatsvervangend partijsecretaris.

## Premierschap
Li trad op 11 maart 2023 aan als premier tijdens de eerste sessie van het 14e Nationale Volkscongres, waar hij het stokje overnam van Li Keqiang. Hij is de eerste persoon sinds Zhou Enlai die rechtstreeks vanuit de lokale overheid naar het premierschap is opgeklommen zonder enige voorafgaande werkervaring bij de centrale overheid. Sinds hij premier is heeft Li geprobeerd om het vertrouwen te herstellen na de schade die was veroorzaakt door de strikte COVID-beperkingen die tot eind 2022 van kracht waren in grote delen van China.

## Priveleven
Li is getrouwd en heeft een dochter.
- Gemeinsame Normdatei: 1232577332
- Virtual International Authority File: 380162062778951650002
- WorldCat: E39PBJpv7fX4XRqMM767PgdhHC